# 황야 (2024년 영화)
"황야"(영어: Badland Hunters)는 2024년 공개된 대한민국의 디스토피아 액션 영화이다. 허명행이 감독을 맡았다.

## 출연
(†) 표시: 영화 상에서 최종적으로 사망한 인물

### 주연
- 마동석 : 남산 역 - 본작의 메인 주인공. 무법지가 된 멸망한 세상 속에서 살아가는 사냥꾼.
- 이희준 : 양기수 역 - 인간말종 1. 본작의 메인 빌런이자 최종 보스. 멸망한 세상 속에서 살아남은 유일한 의사. 수나를 납치한다.
- 이준영 : 지완 역 - 본작의 메인 주인공. 남산의 파트너. 수나를 구하기 위해 적을 향해 직진한다.
- 노정의 : 한수나 역 - 본작의 메인 여주인공. 눈앞에 닥친 위기에 맞서는 폐허 속 살아남은 10대 소녀. 양기수에게 납치된다.
- 안지혜 : 이은호 역 - 본작의 메인 여주인공. 남산과 정체불명의 적을 처리하는 특수부대 소속 중사

### 조연
- 송채빈: 소연 역 - 양기수의 딸.
- 이한주 : 이주예 역 - 양기수한테 납치 당한 학생으로 수나와 동갑이다.
- 정기섭 : 이주예 부 역 - 주예의 아버지.
- 김영선 : 이주예 모 역 - 주예의 어머니.
- 장영남 : 선생님 역 - 인간말종 3. 양기수의 부하. 선생님 신분으로 버스동 사람들을 속여 수나를 포함한 10대 자녀들이 있는 사람들을 유인한다.
- 박효준 : 타이거 역 - 초반에 버스동에 난입해 사람들을 납치해 폭행할려 했던 깡패들의 두목이자 개그 캐릭터.
- 박지훈: 권희준 역(†) - 인간말종 2. 본작의 중간 보스. 양기수의 오른팔이자 실험체 중 한명. 남산에 의해 날카롭게 깨진 창가 유리 파편에 목을 내려찍혀 목이 떨어져 사망.
- 성병숙: 연수 역 - 수나의 할머니.
- 정영주: 복부인 역 - 대지진 전에는 돈이 많았던 남산의 마을 사람.
- 최동구: 은팔찌 역
- 김영아 : 선임 연구원 역

### 단역
- 백종성 : 아지트 악당 1 역
- 오기환 : 아지트 악당 2 역
- 성동구 : 아지트 악당 3 역

## 일본판 성우진
- 코야마 리키야: 남산(마동석)
- 이이지마 하지메: 양기수(이희준)
- 스즈키 료타: 지완(이준영)
- 노무라 마이코: 수나(노정의)
- 모리 나나코: 이은호(안지혜)
- 아사노 마스미: 선생님(장영남)

## 참고 사항
- 마동석과 박효준은 OCN 토일드라마 《나쁜 녀석들》 이후로 9년 만에 복귀하게 되었으며, 2019년에 개봉한 영화 《나쁜 녀석들: 더 무비》 이후 4년 만에 복귀하게 되었다.
- 마동석과 최동구는 2023년에 개봉한 영화 《범죄도시3》 이후로 1년 만에 재회하여 캐스팅 되었다.
- 안지혜와 장영남은 2022년에 개봉한 영화 《늑대사냥》 이후로 2년 만에 재회하여 캐스팅 되었다.
- 원래 극장 개봉을 염두에 두었으나 넷플릭스 오리지널로 변경되었다고 한다.